# Chiesa di San Miro
La chiesa di san Miro è una chiesa nel comune di Sorico in provincia di Como. Viene definito anche santuario in quanto al suo interno, sotto l'altare maggiore si conservano le spoglie di san Miro. L'edificio sorge ad una quota di 319 metri sul livello del mare sul poggio di San Michele ed è raggiungibile solamente a piedi percorrendo un'antica mulattiera che si dirama dalla Antica Via Regina. Il sentiero di ascesa alla chiesa, ora immerso nel bosco di robinie ma una volta totalmente fiancheggiato da vigneti, è caratterizzato dalla Torre Nuova, dalla grotta ove secondo la tradizione san Miro morì e dalla fonte a lui dedicata, detta anche Gesiolo. Il santuario è la seconda chiesa della parrocchia di santo Stefano in Sorico.

## Storia

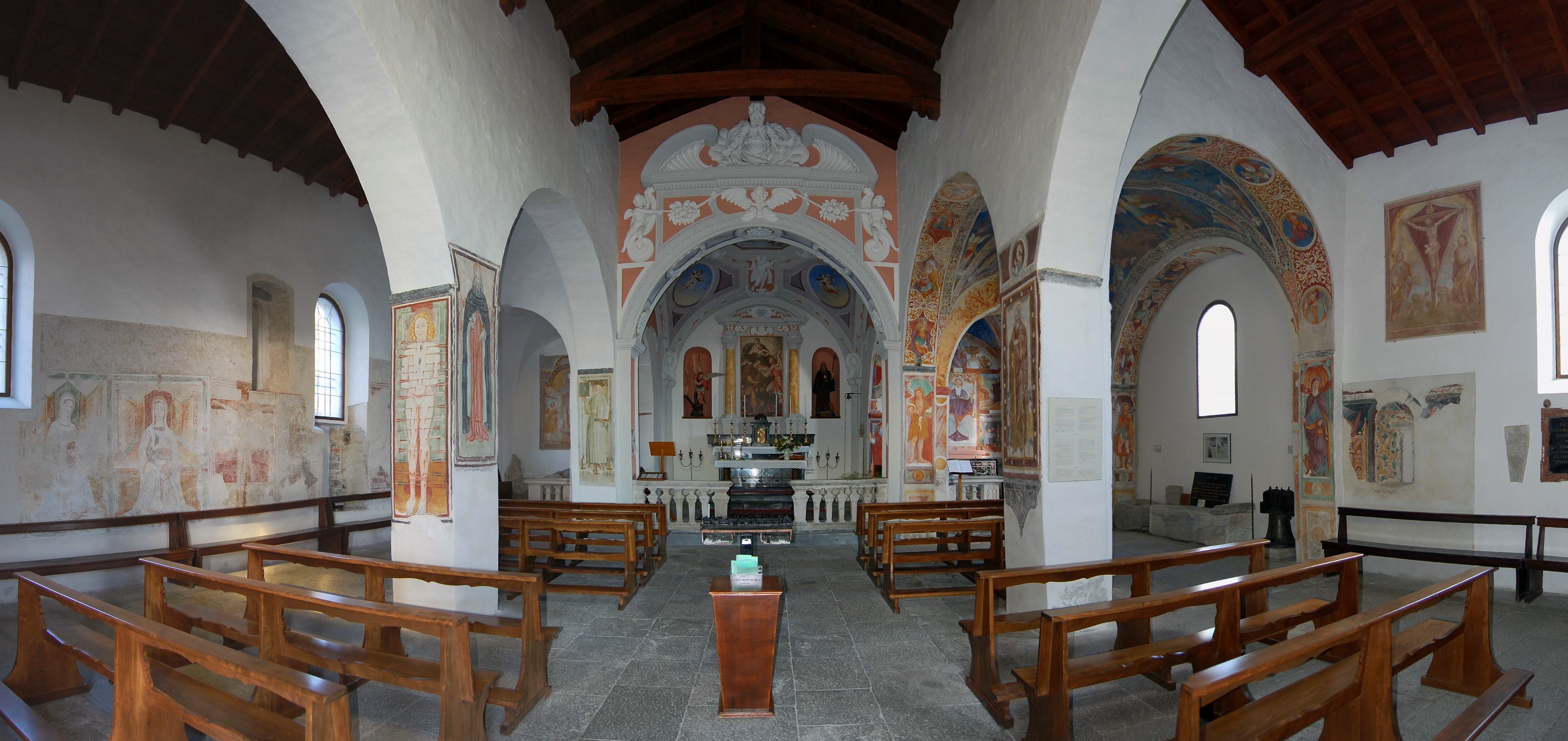
La navata centrale del santuario

Di origine gotica o longobarda, l'edificio è presumibilmente del XII secolo ed è ricordato per la prima volta in un documento del 1286 conservato presso la collegiata di Chiavenna.
Della primitiva chiesa romanica, dedicata a San Michele, rimangono nella navata destra degli affreschi trecenteschi e una monofora. Attorno alla metà del XV secolo, la chiesa divenne un santuario dedicato a san Miro, il cui corpo venne rinvenuto il 10 settembre 1452 all'interno della chiesa nella cappella dedicata a sant'Antonio.
Miro alla sua morte, avvenuta nel 1381, venne sepolto nella chiesa e la sua tomba divenne subito meta di pellegrinaggi per la richiesta di pioggia contro la siccità o per fermare eventi calamitosi causati dall'acqua. Una leggenda della tradizione di Sorico racconta come alla morte di Miro gli abitanti della pianura e della montagna non riuscissero a decidere dove seppellirlo: nessuno voleva rinunciare ad avere vicina la tomba di un santo. La disputa venne risolta da due corvi che volarono insieme verso il promontorio della chiesa di san Michele portando nel becco i trucioli delle assi della bara.

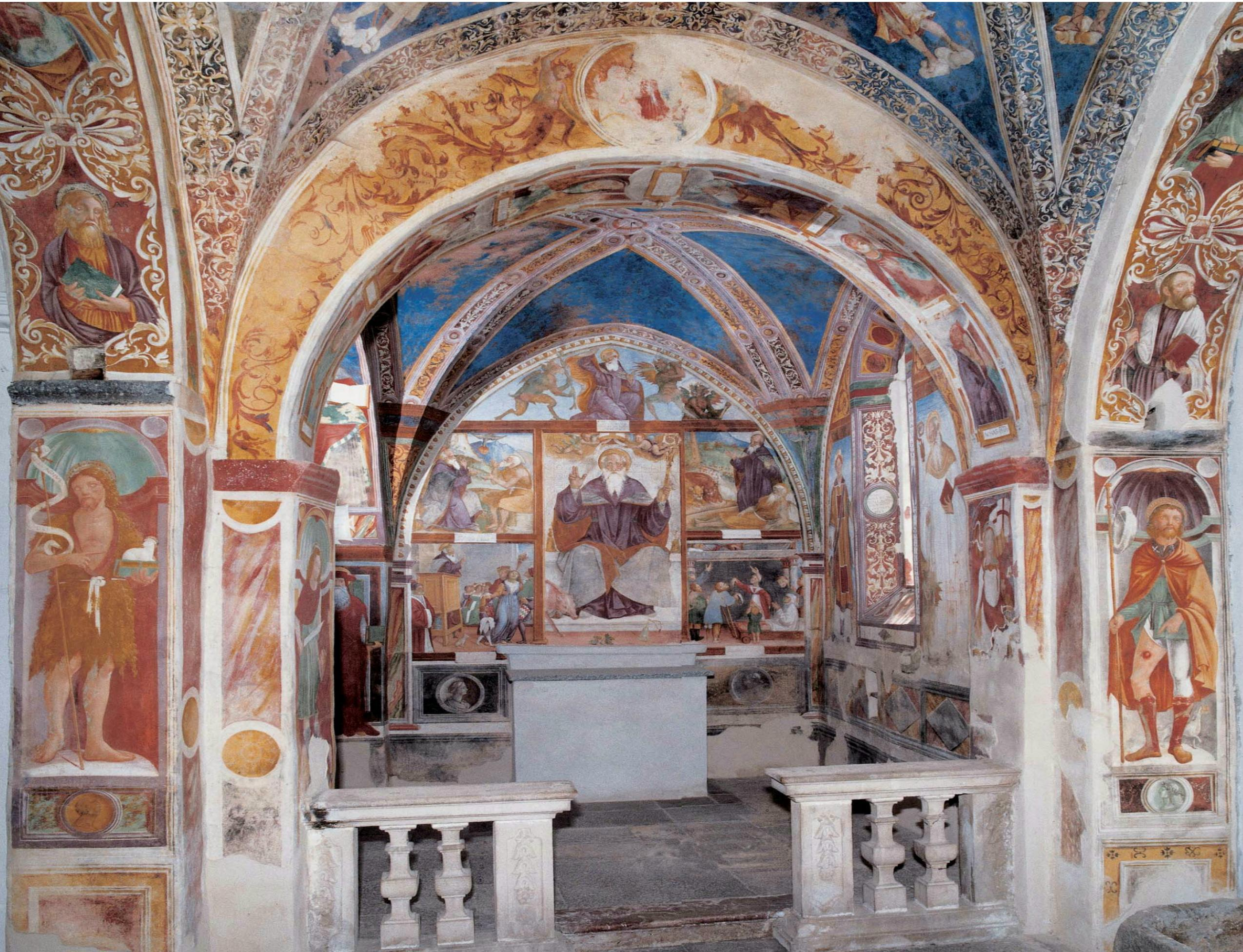
La cappella di San Antonio con il ciclo pittorico di Sigismondo de Magistris del 1526

Dal 1452 iniziò un lungo periodo di ampliamenti e arricchimenti artistici della chiesa: nello stesso anno vennero avviati lavori per la ricostruzione dell'edificio, che venne riconsacrato nel 1456. Nel mentre, nel 1453, era avvenuto il cambio di dedicazione. 
Nel 1526 Sigismondo de Magistris completa un ciclo pittorico di pregevole fattura nella navata di destra dedicato a sant'Antonio e san Miro. A questo autore si devono anche altri dipinti presenti in chiesa, i quali comprendono una raffigurazione dei primi quattro dottori della Chiesa. La chiesa di San Miro conserva inoltre affreschi realizzati dal padre di Sigismondo, Giovanni Andrea de Magistris.

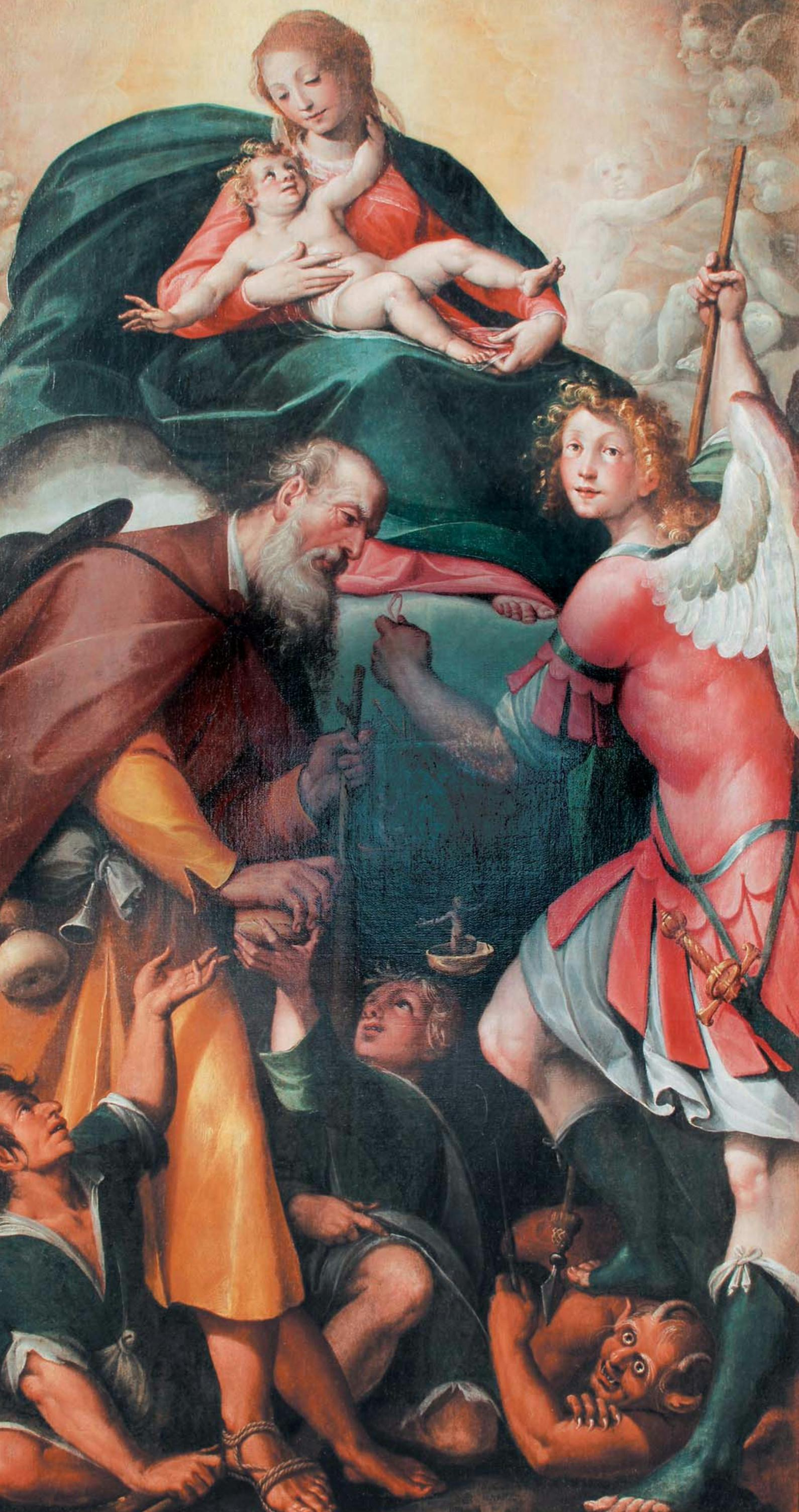
La tela dell'altare maggiore del 1616, opera diGiovanni Mauro della Rovere

Nel 1637 la città di Milano che da sempre è legata alla devozione a san Miro sino a definirlo “avvocato dei milanesi in tempo di siccità” finanziò nuovi lavori che portarono all'attuale struttura del santuario. L'intervento di riordino dell'originaria chiesa fu massiccio e comportò la demolizione della cappella con la tomba del santo nella navata destra. Le spoglie vennero traslate sotto l'attuale altare maggiore. Il campanile, che sorgeva sulla facciata principale, venne demolito e ricostruito nell'odierna posizione. Per l'occasione venne commissionata a Gian Mauro Della Rovere (detto il Fiammenghino) una preziosa pala d'altare. La città di Milano ha sempre avuto una spiccata devozione verso santo Miro, tanto da meritare speciali elogi dalle autorità ecclesiastiche locali e dalla Fabbriceria di Sorico, i quali scolpirono la beneficenza milanese sulla lapide che ancora si conserva nella chiesa. Il più antico atto di culto della metropoli lombarda verso ilsanto è datata il 14 aprile 1491; altri pellegrinaggi per implorare la pioggia si ebbero nel 1596,1613, 1614, 1617. Nel 1624 la città di Milano offrì un prezioso calice quale dono di ringraziamento per la pioggia ottenuta.
Altri pellegrinaggi della città milanese si registrano nel 1633, 1635, 1636.
Nel 1637 Milano offre £ 400 per ultimare la cappella di san Miro, nel 1647 offre £ 475 per le vetrate della chiesa con lo stemma della città e l'offerta si ripete nel 1653 a causa dei vetri spezzati da una violenta tempesta.
I milanesi rivolgono suppliche a san Miro anche nel 1700 e negli anni successivi per 11 volte fino al 1719 quando offrono il palio e la pianeta di velluto a giardino con nastri d'oro.
Si hanno altre implorazioni sino al 1755 anno nel quale si registra l'ultimo deliberato della città verso il santo.
Nel 1981 (sesto centenario della morte), vi furono solenni celebrazioni sia a Sorico che a Canzo.
Riportiamo qui la scritta che il popolo di Sorico immortalò nella lapide: A perenne ricordo del VI centenario della morte di santo Miro celebrato con grande concorso di popolo presente il vescovo monsignor Teresio Ferraroni restaurato il tempio il clero e la popolazione poserò.

Nel 1987 iniziò un'importante fase di studio e restauro che in pochi anni portò alla luce diversi affreschi nascosti sotto secolari strati di calce nella navata sinistra di origine tardo medioevale. Nel 1990 abbattendo un muro di perimetrale si ritrovò l'antico arco d'accesso alla cappella dalla tomba del santo, demolita nel sec XVII.

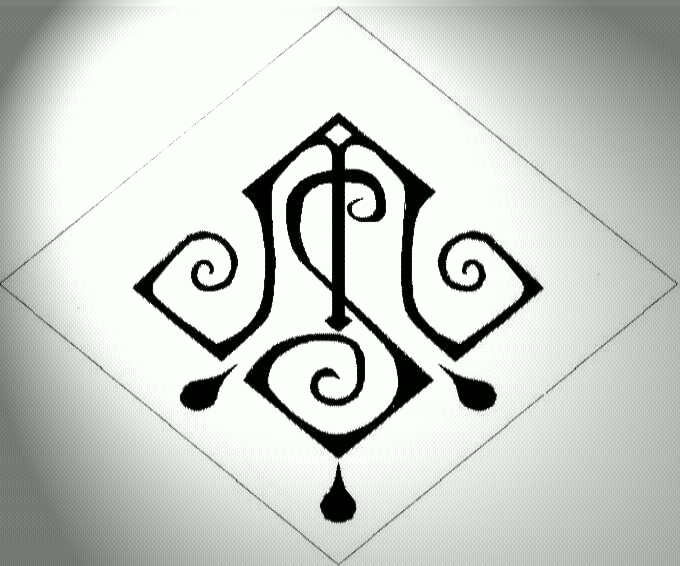
Il monogramma di San Miro

## Descrizione
La chiesa si trova sul colle di san Michele, in posizione dominante sulla via Regina e sul lago di Como.
Esternamente, presenta una facciata a salienti, completamente bianca, nella quale si apre un portale in pietra sovrastato da tre piccole finestre.
La forma della facciata suggerisce la struttura interna della chiesa, a tre navate con copertura in parte lignea e in parte a volte in muratura. Le volte, così come le pareti e le colonne che separano le navate, sono riccamente affrescate. Alcuni affreschi, realizzati nel XVI secolo, sono opera del padre di Sigismondo De Magistris. Al 1615 risale invece un quadro del Fiamminghino.

## Celebrazioni

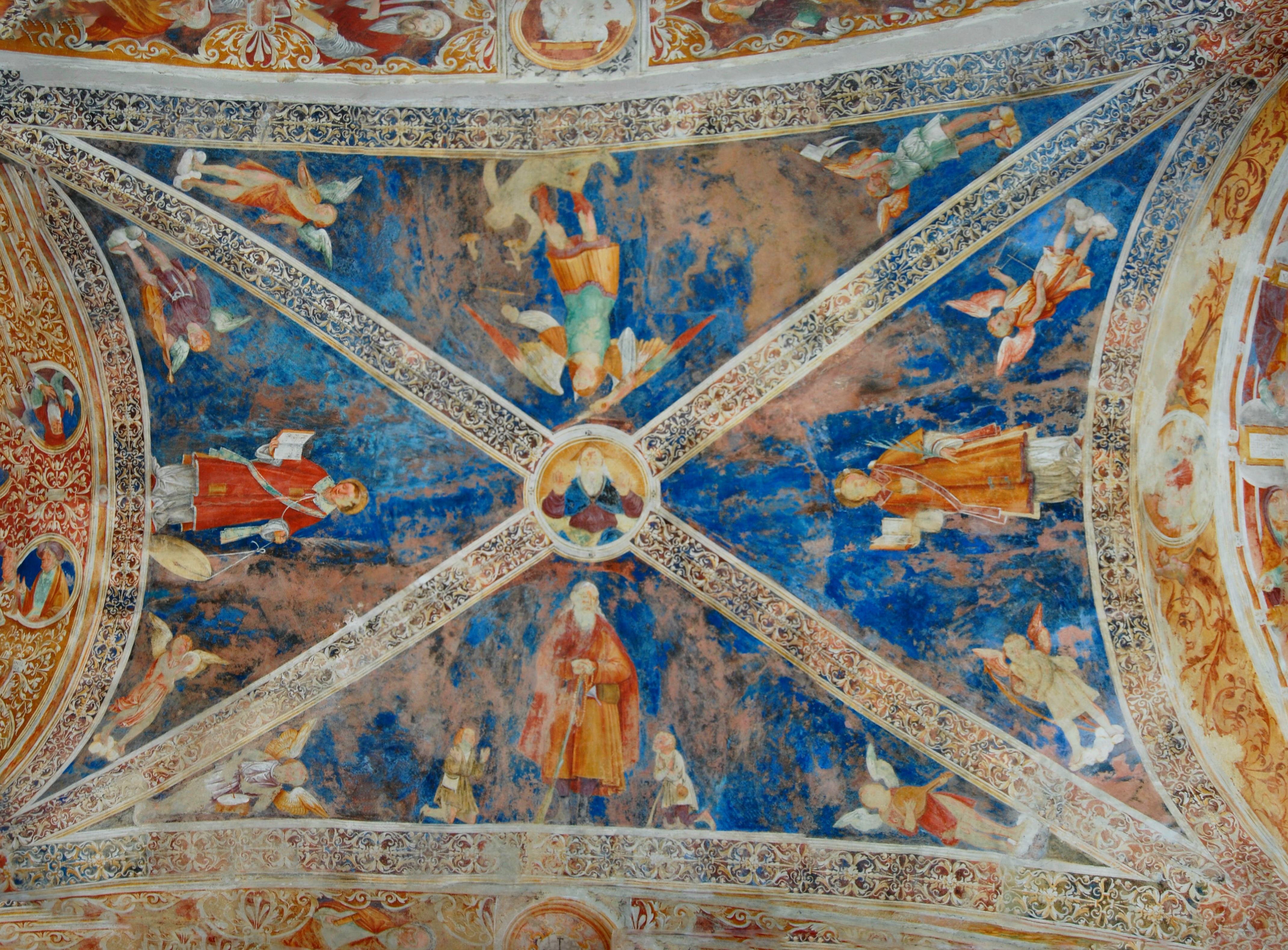
La volta a crociera della navata di destra

Fino alla seconda metà del secolo scorso, quando parte della vita sociale di Sorico era basata sull'agricoltura, veniva celebrata una particolare novena al beato Miro per invocare la pioggia a seguito di periodi di siccità.
Nella chiesa si celebra la Santa messa ogni giovedì mattino nel periodo estivo. Durante l'anno nel santuario si celebra la ricorrenza di sant'Antonio Abate ogni 17 gennaio o la domenica successiva, si celebrano i vespri di san Marco ogni 25 aprile e l'arcangelo Michele l'ultima domenica di settembre. Ogni anno la prima domenica di maggio è dedicata alla festività di san Miro con solenni celebrazioni e pranzo all'aperto nella radura vicino al Santuario. Nel mese di maggio la chiesa del santo Miro viene visitata da gruppi di preghiera provenienti da Canzo (pease natio di Miro), Stazzona, Pognana essendo questi legati al santo per il miracolo dell'acqua e da Prata Camportaccio paese della madre di Miro. Durante le domeniche pomeriggio di giugno e settembre e nelle mattinate di ogni mercoledì e venerdì di luglio e agosto, il santuario è visitabile custodito da alcuni volontari.
Ogni anno durante la notte del 31 dicembre avviene un incontro di preghiera nel santuario preceduto da una fiaccolata che parte dalla chiesa di Santo Stefano e sale lungo l'antica mulattiera.

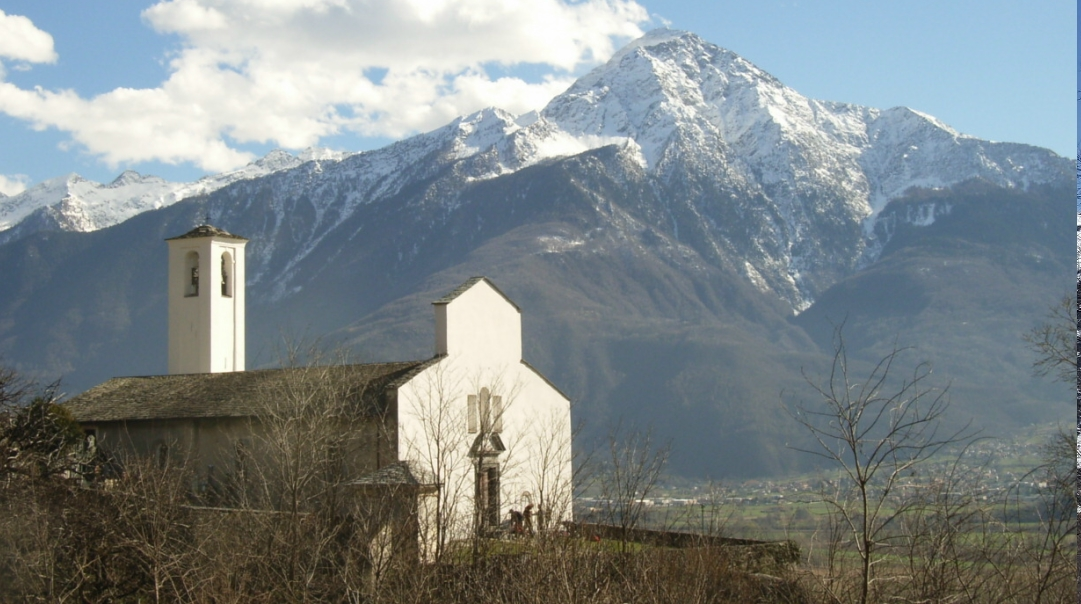
Il Santuario sorge in una posizione panoramica di pregio

## Ricordi storici

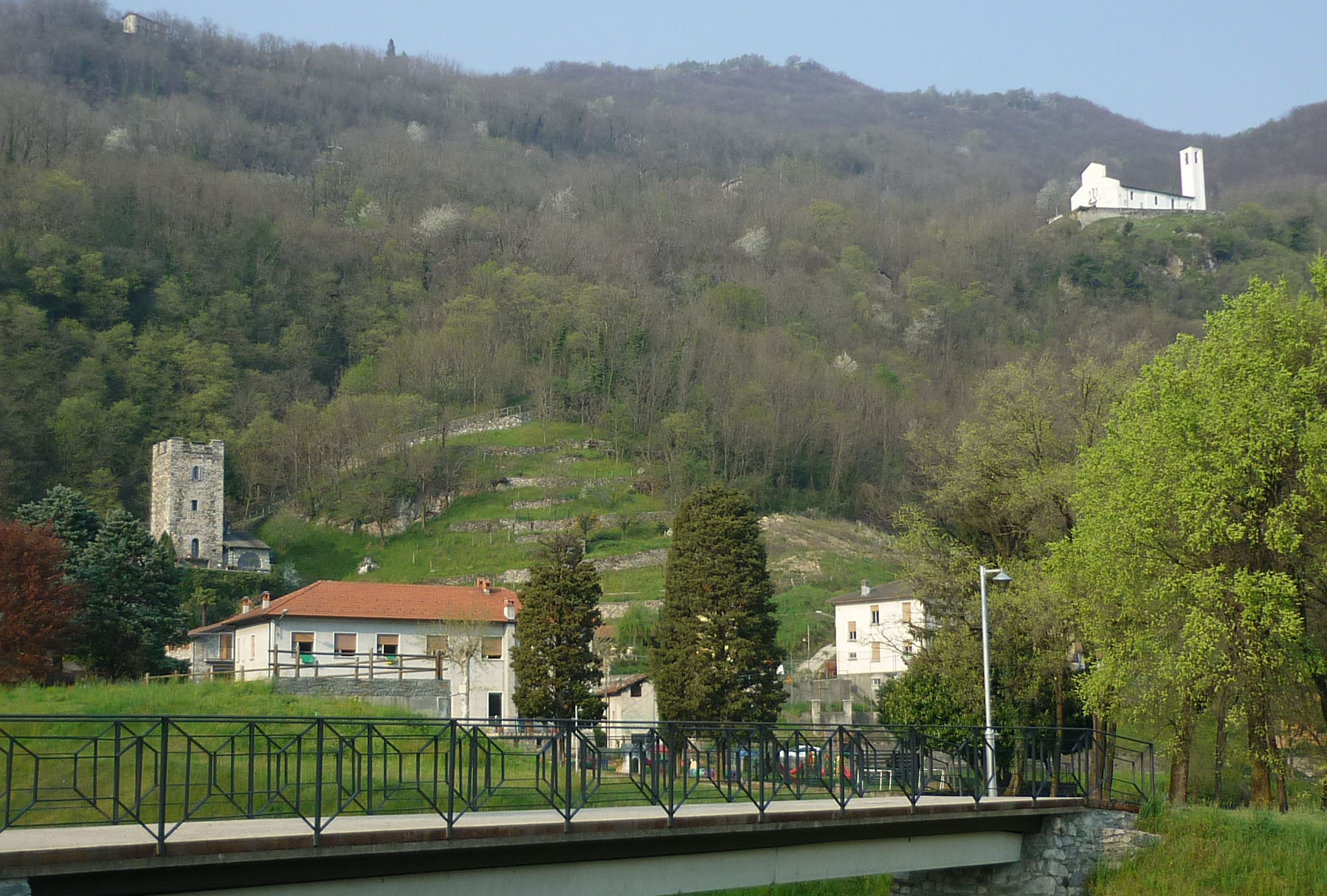
La Torre Nuova, la mulattiera e la Chiesa di San Miro sul poggio di San Michele

Sul lato nord della chiesa esiste un cimitero che sino agli anni settanta del XX secolo serviva come camposanto per Sorico centro. Ogni feretro veniva quindi trasportato a forza di braccia dalla chiesa di Santo Stefano in pianura sino alla collinetta del santuario. Oggi l'area è definita come cimitero monumentale in quanto si conservano importanti lapidi del passato.
Ogni anno per i vespri di san Marco nella cappella di Sant'Antonio venivano benedetti sino agli anni cinquanta del XX secolo i bachi da seta (Bombyx mori) per propiziare una buona produzione di seta. La tradizione si riferisce ad un periodo dove il Comasco vantava il primato Italiano della sericoltura.
Nella navata destra del santuario è conservata, riposta su un piedistallo, la più antica campana della Diocesi di Como, dell'anno 1523.